# NGC 3522
NGC 3522 (również PGC 33615 lub UGC 6159) – galaktyka eliptyczna (E), znajdująca się w gwiazdozbiorze Lwa. Odkrył ją Lewis A. Swift 26 kwietnia 1883 roku.